# 조순형 (축구 선수)
조선형(1988년 7월 15일~)은 대한민국의 은퇴한 남자 축구 선수로, 포지션은 수비수였다.
USL 프로 디비전의 로스앤젤레스 블루스에서 마지막으로 뛴 후 은퇴했다.